# Poliàndria
S'anomena poliàndria la varietat de poligàmia en què una femella manté una relació amb dos o més mascles. Un matrimoni poliàndric és, per tant, la unió legítima d'una dona amb diversos homes.

## Poliàndria humana
Aquesta modalitat de poligàmia és de les més infreqüents històricament però se n'han observat casos en les ètnies tradicionals del Tibet, entre els inuits, a l'antiga Mesopotàmia o en l'ètnia matriarcal dels mosso. És un fenomen típic per a societats amb una preponderància significativa del nombre d'homes. A diferència del que es pot pensar, la poliàndria generalment no es dona en societats matriarcals sinó tot el contrari: és freqüent en comunitats en què es practica l'infanticidi de nounats femelles de forma que la població masculina esdevé molt superior. Les poques dones que quedaven es trobaven en una situació sense cap llibertat personal.
El catolicisme condemna ambdues opcions, poliàndria i poligínia, però veu més obstacles en la poliàndria per a l'educació dels fills i la propagació de l'espècie humana. S'hi oposa com que en el seu concepte, és contrària a les suposades intencions de Déu per als humans. Altres religions com l'islam que accepten la poligínia, s'oposen amb virulència contra la poliàndria. L'arquebisbe de l'Església catòlica de Toledo, Antonio Cañizares va amonestar els seus feligresos que el text de l'Estatut de Catalunya del 2006 segons ell era una porta oberta a la poliàndria i altres decadències morals i va exhortar-les a pregar per prevenir el que considerava ser el cataclisme de la civilització.

## Poliàndria en altres espècies
En botànica significa la presència de nombrosos estams en una flor. La femella del corriol camanegre del seu costat manifesta el que es descriu com a «poliàndria seqüencial». S'aparella, però, un cop transcorreguts dotze dies aproximadament de l'eclosió dels ous, la femella abandona els polls i el mascle es queda amb la cura dels polls. Seguidament, la femella s'aparella amb un mascle diferent i repeteix el procés de nidificació. La poliàndria també ha estat descrita per diverses espècies d'ocells rapinyaires.